# Résolution 1279 du Conseil de sécurité des Nations unies
Membres permanents
- Chine
- États-Unis
- France
- Royaume-Uni
- Russie

Membres non permanents
- Argentine
- Bahrain
- Brésil
- Canada
- Gabon
- Gambie
- Malaisie
- Namibie
- Pays-Bas
- Slovénie

Résolution no 1278 Résolution no 1280
La résolution 1279 du Conseil de sécurité des Nations Unies, adoptée à l'unanimité le 30 novembre 1999, après avoir rappelé les résolutions 1234 (1999), 1258 (1999) et 1273 (1999) sur la situation en République démocratique du Congo, a créé la Mission des Nations Unies en République démocratique du Congo (MONUC) pour une période initiale jusqu'au 1er mars 2000.
Le Conseil de sécurité a réaffirmé que l'accord de cessez-le-feu de Lusaka représentait la base la plus favorable pour une résolution du conflit en République démocratique du Congo. Les violations du cessez-le-feu, la détérioration de la situation humanitaire et les violations du droit humanitaire et des droits de l'homme en République démocratique du Congo, en particulier dans l'est du pays, ont suscité des inquiétudes.
Toutes les parties ont été appelées à mettre fin aux hostilités et à mettre pleinement en œuvre l'accord de cessez-le-feu signé à Lusaka. Le Conseil a souligné qu'il doit y avoir un dialogue auquel tous les Congolais puissent participer, organisé par l'Organisation de l'unité africaine (OUA). Le Secrétaire général Kofi Annan avait nommé un Représentant spécial pour diriger la présence des Nations Unies dans la sous-région.
Il a été décidé que la MONUC aurait les tâches suivantes dans le cadre de son mandat :
a) établir des contacts avec les signataires de l'accord de cessez-le-feu ;
b) assurer la liaison avec la Commission militaire mixte, fournir une assistance technique et enquêter sur les violations du cessez-le-feu ;
c) fournir des informations sur les conditions de sécurité ;
d) préparer l'observation du cessez-le-feu et le désengagement des forces ;
e) maintenir des contacts avec les signataires de l'accord de cessez-le-feu, faciliter l'acheminement de l'aide humanitaire et protéger les droits de l'homme.
Enfin, il a été demandé au Secrétaire général de faire rapport sur la situation en République démocratique du Congo, y compris les conditions du futur déploiement du personnel des Nations Unies, et de prendre des mesures immédiates pour équiper 500 observateurs militaires en vue de déploiements rapides autorisés par le Conseil.

## Voir également
- Deuxième guerre du Congo